# 天が岡若宮神社
天が岡若宮神社（あまがおかわかみやじんじゃ）は、兵庫県神戸市西区に鎮座する神社。

## 祭神
主祭神
- 顯宗天皇

配祀神
- 仁賢天皇
- 安閑天皇

## 由緒
近畿地方でも早くから弥生文化をもち水田を開拓したこの地の先祖が、二千数百年前に、天が岡の峰に、子宝と安産を護る磐墳を祀ったのが創始で、大宮売命を祀る巌上神社として、今も末社に奉斎され、安産の護り神として広く信仰を集めている。 
天皇の治下になり、磐境の自然石をこの麓の地に降ろし、天皇の神々がこの磐座に宿られたと信じ、若王子権現と称した。明治維新の祭政一致の布告で、この地方にかかわりのあった三天皇を祭神にして、村杜若宮神社となった。昭和50年(1975)、氏子一同、子々孫々の繁栄と幸福を願い、春日造の社殿を新築した。また、能舞台が、本殿と向かい合うように建っている。

## 交通機関
- JR明石駅より神姫バス西神中央駅行13系統「松本南口」下車徒歩10分。
- 神戸市営地下鉄西神中央駅より神姫バス明石駅行13系統「松本南口」下車徒歩10分。
- 第二神明道路「玉津インター」より国道175号線三木方面3分。